# Iglesia de Nuestra Señora de la Asunción (Zarza de Granadilla)
La iglesia de Nuestra Señora de la Asunción es un templo parroquial católico ubicado en el municipio español de Zarza de Granadilla, en la provincia de Cáceres.
El edificio, perteneciente a la diócesis de Coria-Cáceres, data del siglo XVI, aunque ha tenido notables reformas posteriores. Se ubica en el casco antiguo de la localidad, en una plazuela que se abre al este de la calle Constitución, calle casi recta que cruza de norte a sur la zona histórica del pueblo, uniendo la entrada al pueblo de la carretera provincial CC-218 a Granadilla con la de la carretera provincial CC-211 a Guijo de Granadilla.

## Historia
La iglesia fue construida inicialmente en el siglo XVI, pero se han hecho reformas posteriores, apareciendo en los arcos diafragmáticos inscripciones con las fechas de 1656 y 1887. La última gran reforma tuvo lugar en 1947. La documentación más antigua de esta parroquia son sus archivos de bautismo, que se remontan a 1675.

## Descripción
Es una fábrica de mampostería, con sillería de granito en los ángulos y estribos y en el cuerpo alto de la torre. Se estructura en una sola nave de planta rectangular dividida en tres tramos. La capilla mayor es un cuerpo de planta cuadrada, más alto que la nave pero ligeramente más estrecho, que hasta el siglo XX estaba coronado con pirámides y bolas que denotaban el estilo herreriano del siglo XVI; a cada lado de la capilla mayor se abre una pequeña sacristía. Por el lado septentrional de la nave hay un estribo botarel en arco, de sillería.
En el interior, la capilla mayor se cubre con bóveda de crucería sencilla, de estilo gótico y apoyada en ménsulas, en cuya clave se ve esculpido el lirio simbólico de María. La nave está constituida por arcos de medio punto de granito, también de estilo gótico; el triunfal está moldurado al modo gótico y es algo menor que los demás por ser la nave más ancha que la cabecera. Dichos arcos se apoyan sobre pilastras toscanas y sostienen una techumbre de artesonado de madera con cubierta de teja árabe, todo ello a dos vertientes.
Sin embargo, lo más peculiar de su estructura es la ausencia de una portada principal, ya que su imafronte está cubierto por un campanario de dos cuerpos y planta cuadrada, que carece de acceso desde el exterior. Debido a ello, se accede al templo a través de dos sencillas puertas adinteladas, cada una ubicada en un lateral del edificio. La torre, de mampostería y sillarejo, tiene dos campanas en su parte superior, sobre las cuales hay un hastial coronado por un esquilón; junto a todo esto hay un reloj de torre en el lado de la epístola.
Su bien mueble de mayor relevancia es su retablo mayor, barroco de talla dorada y fechado en el siglo XVII, cuyas imágenes se albergan en hornacinas. Entre las tallas del retablo mayor se encuentran las de la Virgen de la Asunción y San Ramón Nonato, patrones del templo y del municipio respectivamente.

## Uso actual
El templo es sede de una parroquia en el arciprestazgo de Granadilla de la diócesis de Coria-Cáceres. Es una parroquia completamente activa, con párroco propio y misa diaria. Esta parroquia tiene una ermita a su cargo, la ermita del Cristo de la Misericordia.
Las normas subsidiarias de planeamiento urbanístico de Zarza de Granadilla de 1997 protegen el edificio como monumento de relevancia local, con un nivel de protección urbanística integral.